# César Morales (bailarín)
César Antonio Morales Anderson (Rancagua, 17 de noviembre de 1978) es un bailarín chileno de ballet. Es uno principal en el Ballet Real de Birmingham de dicha ciudad en Inglaterra.

## Carrera artística
Siendo niño, se trasladó con su familia a la comuna de Quinta Normal en la ciudad de Santiago, donde mediante el coro de la Escuela Lo Franco conoció el ballet en el Teatro Municipal de Santiago. A los 11 años de edad se presentó a una audición en su escuela de ballet y quedó seleccionado. Bailó con el Ballet de Santiago hasta 2003, cuando se trasladó a París para trabajar como artista invitado independiente, bailando en dicha ciudad, Eslovenia y República Checa. En 2002 ganó el Premio Altazor de las Artes Nacionales por su papel en Sueño de una noche de verano, y en 2003, por Romeo y Julieta.